# V633 Возничего
V633 Возничего (лат. V633 Aurigae) — двойная затменная переменная звезда типа Алголя (EA) в созвездии Возничего на расстоянии (вычисленном из значения параллакса) приблизительно 12066 световых лет (около 3700 парсеков) от Солнца. Видимая звёздная величина звезды — от +15,72m до +14,22m. Орбитальный период — около 2,6333 суток.

## Характеристики
Первый компонент — жёлто-белая звезда спектрального класса F. Эффективная температура — около 6511 K.